# Pokolj u Busovačkim stajama
Pokolj u Busovačkim Stajama bio je ratni zločin koji su počinile bošnjačko-muslimanske snage nad Hrvatima tijekom agresije na prostore Hrvata Srednje Bosne. Počinile su ga 16. lipnja 1993. kod Busovačkih staja kod Busovače. Ubili su 22 osobe iz humanitarnog konvoja, 14 civila i 8 pripadnika HVO-a koji su pratili konvoj kroz područje Busovačke planine.
Oko 15 km jugozapadno od Busovače uzdiže se Busovačka planina, na njoj je izletište Busovačke staje, koje su 15. lipnja 1993. godine bile stratište za hrvatske civile (vidi Pokolj u Busovačkim stajama). Jedan skupina izbjeglica i drugih putnika došla je do Busovače s namjerom da otputuje u tuzlansko područje. Kada im je 14. lipnja bilo jasno da od puta nema ništa, odlučili su se vratiti u Hrvatsku i pridružili su se konvoju koji je toga dana krenuo za Sebešić, po hranu za busovačke građane. U tome konvoju bilo je 15 hrvatskih civila iz Brčkog, sedam iz Tuzle i oko 70 iz Busovače. Oni su stigli na Busovačku planinu, gdje su se trebali odmoriti. Dok su se odmarali, opkolili su ih pripadnici Armije RBiH. Ne znajući da su opkoljeni, krenuli su oko šest sati ujutro. Samo dvije minute kasnije počela je pucnjava sa svih strana. Pucnjava nije prestajala, nego se sve više i više pojačavala. Pripadnici Armije RBiH počeli su ih gađati i tromblonima, iz minobacača i to neprekidno tri sata. Tog dana na Busovačkim stajama ubijeno je 22 Hrvata.